# Comportamiento puzolánico
El comportamiento puzolánico o reacción puzolánica de un material aglomerante es su capacidad para reaccionar con el hidróxido de calcio para formar compuestos hidráulicos similares a los que se generan durante la hidratación del clinker del cemento.
La reacción puzolánica es la reacción química que se produce en cemento portland que contiene puzolanas. Es la reacción principal implicada en el hormigón romano inventado en la antigua Roma y que se utilizó para construir, por ejemplo, el Panteón.
En la base de la reacción puzolánica se encuentra una simple reacción ácido-base entre hidróxido de calcio, también conocido como portlandita, o (Ca (OH)  2 ), y ácido silícico (H  4  SiO  4 , o Si (OH)  4 ). Simplemente, esta reacción se puede representar esquemáticamente como sigue:
Ca(OH)2 + H4SiO4 → Ca2+ + H2SiO42− + 2 H2O → CaH2SiO4 · 2 H2O
o resumida en notación abreviada de la química del cemento:
CH + SH → C-S-H

## Orígenes del nombre
El término proviene de la puzolana o  Pulvis Puteolana , una roca piroclástica típica de la zona de Pozzuoli, con gran capacidad de respuesta a la cal.

## Propiedades de los materiales
Los materiales con comportamiento puzolánico o de reacción puzolánica son sustancias naturales o subproductos industriales (puzolanas industriales, cenizas volantes, etc.) que tiene un amorfo o parcialmente cristalino y consisten en sílice, silico-aluminatos, o una combinación de estos. Las propiedades de estos materiales dependen de su composición química y la estructura interna. Se prefiere puzolanas con composición química tal que la presencia de los tres principales óxidos (SiO2, Al2O3, Fe2O3) sea mayor del 70%. Se trata que la puzolana tenga una estructura amorfa.
En el caso de las materiales obtenidos como desechos de la agricultura (cenizas de la caña de azúcar y el arroz), la forma más viable de mejorar sus propiedades es realizar una quema controlada en incineradores rústicos, donde se controla la temperatura de combustión, y el tiempo de residencia del material. Si la temperatura de combustión está en el rango entre 400-760 °C, hay garantía de que la sílice se forma en fases amorfas, de mucha reactividad. Para temperaturas superiores comienzan a formarse fases cristalinas de sílice, poco reactivas a temperatura ambiente.

## Usos
Los materiales con comportamiento puzolánico se utilizan como componentes de cementos tales como cemento puzolánico, cemento portland de puzolana, cemento Portland a la ceniza volante, etc. De acuerdo con la clasificación propuesta por el UNI EN 197-1.
- Filtro natural de líquidos por su elevada porosidad.
- Sustrato inerte y aireante para cultivos hidropónicos.
- Fabricación de Hormigones de baja densidad (como ya se ha señalado en el caso del Panteón de Roma).
- Drenaje natural en campos de fútbol e instalaciones deportivas.
- Absorbente (en el caso del agua del 20 al 30 % del peso de árido seco) y preparación de tierras volcánicas olorosas.
- Aislante Térmico (0,21 Kcal / hm² C)
- Arqueología. Protector de restos arqueológicos de baja densidad para conservación de restos (por construcción sobre ellos o con carácter temporal).
- Jardinería. En numerosas rotondas, jardines. Sustituto eficaz del césped en zona con carencia de agua de riego.
- Abrasivo. Usado como ingrediente en algunos detergentes abrasivos.

## Ventajas
Ventajas que ofrece el cemento puzolánico sobre el resto:
- Mayor durabilidad del cemento.
- Mejora en la resistencia frente al agua de mar.
- Mejor defensa ante los sulfatos y cloruros.
- Aumento en la resistencia a la tracción.
- Incremento de la impermeabilidad por la reducción de grietas en el fraguado.
- Disminución del calor de hidratación.
- Mejora en la resistencia a la abrasión.
- Aumento la resistencia del acero a la corrosión.
- Menor necesidad de agua.